# Jacobsaptera weiserti
Jacobsaptera weiserti – gatunek pluskwiaka z podrzędu różnoskrzydłych i rodziny korowcowatych.

## Taksonomia
Gatunek ten opisany został po raz pierwszy w 2011 roku przez Ernsta Heissa na łamach „Zeitschrift der Arbeitsgemeinschaft Österreichischer Entomologen”. Jako miejsce typowe wskazano górę Le Puce ma północnym zachodzie Mauritiusu. Epitet gatunkowy nadano na cześć austriackiego lepidopterologa Fritza Weiserta.

## Morfologia
Pluskwiak o ciele długości od 3,7 do 4,2 mm, w zarysie niemal równoległobocznym u samców i lekko jajowatym u samic. Ubarwienie ma rudobrązowe, a wierzch ciała porastają rozproszone żółtawe włoski. Mniej więcej tak szeroka jak długa głowa ma cienkie policzki, owalne, wyłupiaste bocznie oczy, zaokrąglone i zbieżne ku walcowatej szyi płaty pozaoczne oraz długie szczecinki na bocznych krawędziach. Czułki budują cztery człony, z których pierwszy jest krótki i gruby, czwarty wrzecionowaty, a pozostałe smukłe. Szersze niż dłuższe przedplecze ma dobrze wykształconą obrączkę apikalną, zaokrąglone boczne wyrostki kątów przednio-bocznych, uzbrojone dłuższymi szczecinkami i w tyle zafalowane brzegi boczne oraz opatrzony żeberkiem i pośrodku wypukły brzeg tylny. Pośrodku dysku przedplecza leży wcisk otoczony parą jajowatych nabrzmień. Podobna tarczce struktura na śródpleczu jest trójkątna z zaokrąglonymi płatami po bokach. Skrzydeł brak zupełnie. Tył śródplecza jest niemal ścięty. Zaplecze tworzy dwa rombowate skleryty po bokach śródplecza i ma okrągło wyniesiony dysk. Za widocznymi przy krawędziach bocznych zaplecza kanalikami wyprowadzającymi gruczołów zapachowych leżą małe, okrągłe płaty. Odwłok ma mediotergity od pierwszego do szóstego zlane w jedną płytkę. Genitalia samca cechują się stożkowatym, z wierzchu opatrzonym żeberkiem tyłem pygoforu oraz krótszymi od niego, palcowatymi paratergitami ósmego segmentu. Samicę cechują krótkie, zaokrąglone paratergity ósmego segmentu osiągające połowę długości opatrzonego trzema guzkami tergitu dziewiątego segmentu.

## Rozprzestrzenienie
Owad endemiczny dla Mauritiusa na Oceanie Indyjskim.